# Aphrodita sonorae
Aphrodita sonorae är en ringmaskart som beskrevs av Kudenov 1975. Aphrodita sonorae ingår i släktet Aphrodita och familjen Aphroditidae. Inga underarter finns listade i Catalogue of Life.